# 타운 앤 컨트리 (잡지)
《타운 앤 컨트리》(Town & Country)는 미국에서 발행되는 월간 라이프스타일 잡지이다. 이전 이름은 《홈 저널》(Home Journal), 《더 내셔널 프레스》(The National Press)였으며, 미국에서 지금까지 발행되고 있는 종합 교양지 중 가장 역사가 오래되었다.

## 역사

### 초기
1846년에 시인이자 에세이 작가였던 너새니얼 파커 윌리스와 신문 《뉴욕 미러》의 편집인 조지 포프 모리스가 《더 내셔널 프레스》라는 이름의 잡지를 창간했다. 그로부터 여덟 달 이후 《홈 저널》로 잡지 이름을 변경했다. 1901년 이후 잡지 이름이 현재의 《타운 앤 컨트리》로 자리잡았다.

### 현대
현재 허스트 코퍼레이션이 《타운 앤 컨트리》를 소유하고 있고 잡지를 출판하고 있다.
2010년 4월 6일, 편집장에 17년간 자리를 지켜온 패멀라 피오리가 물러나고 스티븐 드러커가 자리를 이어받았다. 2011년에는 제이 필든이 편집장이 되었다. 필든은 이전에 남성 잡지 《멘스 보그》의 편집장을 맡았던 경력이 있었으며, 경력 초기에는 《보그》, 《더 뉴요커》에서 일했었다. 필든은 "속물적이고 배타적인 잡지"에 "더 많은 사람을 포용하는 것"이 자신의 목표라고 밝혔다. 2017년 2월, 필든은 《뉴욕 타임스》와의 인터뷰에서 "저는 '타운 앤 컨트리'를 좀 더 파격적으로 만들었죠. 음, 에밀리 포스트라면 허락하지 않을만한 내용을 다뤘어요. 예를 들어 온더록스로 스카치를 마시는 대신 저녁에 대마초를 피우는 것 같은 거죠."라고 말했다. 2014년, 필든은 소설가 제이 매키너니를 설득해 그가 《월스트리트 저널》에 싣고 있던 와인 칼럼을 《타운 앤 컨트리》에 옮겨 싣게 했다.
필든은 미국의 영향력 있는 가문과 자선가의 순위를 매기는 T&C 50 리스트의 선정을 시작했다. 2014년부터는 매년 타운 앤 컨트리 자선 서밋을 개최하기 시작했는데, 첫해에는 이 자리에 마이클 블룸버그, 첼시 클린턴, 줄리아 루이드라이퍼스, 브래들리 쿠퍼, 린마누엘 미란다, 제프리 캐나다 등의 연사들이 참여했다. 필든은 2016년 데이비드 M. 그레인저를 대신해 《에스콰이어》의 편집장을 맡게 되면서 《타운 앤 컨트리》를 떠났다. 《애드위크》에서는 필든이 《타운 앤 컨트리》를 "구식 출판물에서 화제가 되는 브랜드로" 탈바꿈시켰다고 평가했다.
2018년 5월 9일 《허프포스트》의 보도에 따르면, 《타운 앤 컨트리》 측은 자선 서밋에 모니카 르윈스키를 초청했다가 빌 클린턴 전 대통령도 같은 행사에 참석하기로 하자 르윈스키의 초청을 취소했고, 이러한 과정이 알려져 비판을 받았다. 영화 제작자 저드 애퍼타우는 "바로 이런 차별적인 행태에 우리가 모두 반대하고 싸워야 합니다. '타운 앤 컨트리'는 스스로를 부끄럽게 여겨야 할 것입니다."라고 자신의 의견을 피력했다.

### 자매지
2003년, 1년에 두 번 발행되는 자매지 《타운 앤 웨딩스》가 선보였다.
허스트 코퍼레이션의 자회사인 허스트 매거진스 UK는 2014년 5월에 영국판 '타운 앤 컨트리' 매거진을 창간했다.